# 克默滕
克默滕是奥地利布尔根兰州上瓦特县的一个市镇。总面积20.67平方公里，总人口1529人，人口密度74.0人/平方公里（2001年）。